# Emil Hellbom
Olov Emil Hellbom, född 29 maj 1895 i Edsele, död 1969, var en svensk målare.
Han studerade för Carl Wilhelmson 1912 och för Gunnar Hallström 1914; han fortsatte därefter sina konststudier i Köpenhamn 1919-1921.
Motiven var huvudsakligen Stockholm, såsom Gamla stan och Södermalm.
Han var far till journalisten Thorleif Hellbom och barnfilmsregissören Olle Hellbom.